# Кольєрс-вуд (станція метро)
51°25′05″ пн. ш. 0°10′40″ зх. д. / 51.418167° пн. ш. 0.177913° зх. д.
Кольєрс-вуд (англ. Colliers Wood) — станція Північної лінії Лондонського метрополітену, розташована у районі Кольєрс-вуд, у 3-й тарифній зоні. В 2018 році пасажирообіг станції — 6.51 млн осіб
- 13 вересня 1926: відкриття станції у складі City and South London Railway.

## Пересадки
- на автобуси London Buses маршрутів: 57, 131, 152, 200, 219, 470 та нічний маршрут N155.